# Drepanostachyum falcatum
Drepanostachyum falcatum är en gräsart som först beskrevs av Christian Gottfried Daniel Nees von Esenbeck, och fick sitt nu gällande namn av Keng f. Drepanostachyum falcatum ingår i släktet Drepanostachyum och familjen gräs. Inga underarter finns listade i Catalogue of Life.